# JAPCC

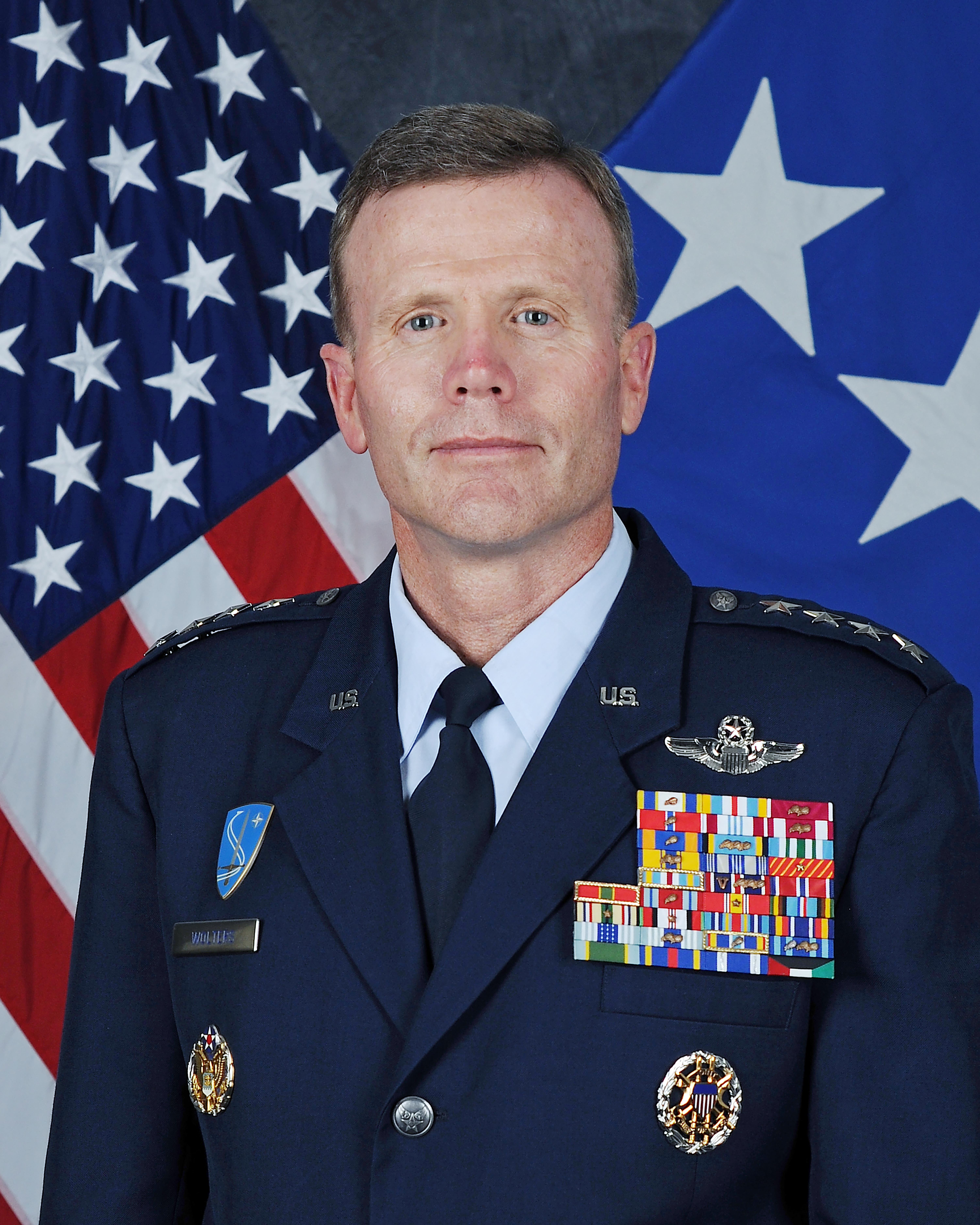
Директор JAPCC Тод Волтерс (серпень 2016 – квітень 2019)

Joint Air Power Competence Centre (JAPCC) — Об'єднаний кваліфікаційний центр Повітряних сил, Центр передового досвіду НАТО за напрямом повітряних сил.
Головна його місія — допомога державам-членам НАТО та країнам-партнерам в удосконаленні їх повітряно-космічних спроможноостей.
Розташований у м. Калькар (Німеччина). Акредитований НАТО у 2005 р. Тісно співпрацює з AIRCOM НАТО, CC SBAMD та іншими структурами. 